# Mimi Barona
Dominic "Mimi" Barona (Montañita, Santa Elena, 10 de febrero de 1991) es una surfista ecuatoriana, que se convirtió en campeona sudamericana de la World Surf League (WSL) en 2018.

## Biografía
Barona comenzó a surfear cuando tenía 13 años, gracias a la influencia de su hermano mayor, Israel. Reside en Montañita, una de las capitales del surf ecuatoriano, lo cual le permite entrenar diariamente para perfeccionar su técnica. Empezó a seguir de a poco el circuito Alas en Perú, después en Costa Rica y Panamá manteniendo el sueño en ser campeona latinoamericana. Al principio no fue fácil para ella por asuntos económicos y por falta de práctica, sin embargo, Mimi logró evadir los obstáculos para luego convertirse en toda una campeona. Entrena con la ayuda de Rubén Andrade, Carlos Goncálvez y Pablo Borja. Declaró que el exatleta cuencano, Jefferson Pérez, es su inspiración y motivación para ser la mejor surfista ecuatoriana.

## Trayectoria
En 2014, la joven surfista ganó segunda posición en el ISA 50TH World Surfing Games que se efectuó en Punta Rocas, Perú. En este evento, Mimi consiguió la puntuación más alta en una ronda en la historia del evento, sin embargo, la surfista peruana Analí Gómez obtuvo la victoria con un puntaje de 12.86 mientras que Mimi obtuvo la puntuación de 12.53. Respecto al Equipo Ecuatoriano de Surf consiguió una merecida quinta plaza con 8330 puntos, por detrás de Perú, Australia, Argentina y Costa Rica.
Se convirtió en campeona sudamericana de la World Surf League (WSL) en 2018 con un puntaje de 4310 seguido de la peruana Melanie Giunia quien llegó a 3260 unidades. De igual manera es ganadora del premio Corona Pro Surf Circuit, en la categoría de damas, organizado por la Organización Nacional de Surf, en la playa de Middles, Isabela, Puerto Rico en el año 2019. Participaron un total de 12 países con una duración de tres días. Además, se añadió una nueva regla de competición llamado el ''equal gender pay'' que significa que tanto la categoría masculina como femenina recibirá el mismo monto de dinero por llegar al primer lugar en la competencia, el monto que la Organización Nacional de Surf otorgó al primer puesto fue 10 mill dólares americanos, mientras que el torneo otorgó un total de 45 mill dólares en premios. De la misma forma, Mimi mandó un mensaje de fortaleza para los ecuatorianos durante las manifestaciones sociales ocuridos en Quito, Ecuador en octubre de 2019.
La joven surfista Mimí Barona, también participó en los Juegos Panamericanos de Lima en 2019. Logró asegurar así su clasifiicación a las semifinales del open femenino de surf. La competición dio lugar en la playa de Puntas Rocas ubicado en Lima, Perú y se impondría en la tercera ronda frente a su competidora de origen mexicano Shelby Detmers con un total de 12.24 puntos frente a 10.66 de su contrincante mexicana.
°
No consiguió la clasificación directa a los juegos olímpicos, cayendo frente a la peruana Daniella Rosas, pero tuvo una participación destacada en los Juegos Panamericanos de Lima, logrando la medalla de plata en la final de Surf Open.
En octubre de 2019, Barona obtuvo el título en damas de la edición 35 del Corona Pro Surf Circuit, que tuvo lugar en la playa de Middles de Isabela, en Puerto Rico.
Mimi logró su clasificación a Tokio 2020 en el ISA World Surfing Games 2021, realizado en El Salvador. Siendo la primera ecuatoriana en participar en la modalidad de Surf en unos Juegos Olímpicos. Mimi obtuvo el puesto 19 cayendo eliminada en segunda ronda con un puntaje de 8.87.
En el 2021, Mimi logró clasificar a los Challenger Series, donde lamentablemente no consiguió clasificar al Championship Tour del 2022. Por otro lado, Mimi obtuvo la medalla de oro en la última competencia del Alas Pro Tour, realizado en la playa Punta Rocas en El Salvador. Esta competencia de 6 estrellas le permitió quedarse con el sexto lugar en el ranking regional del Alas Pro Tour con un puntaje de 3488 puntos. Mientras que, en el QS, Mimi ocupó el puesto 13 del ranking Sudamericano.

## Palmarés

### Torneos
| Puesto | Campeonato                                                   | División                          | Año  |
| ------ | ------------------------------------------------------------ | --------------------------------- | ---- |
| 9°     | Movistar Pro Perú                                            | QS 1 estrella                     | 2010 |
| 1°     | Copa Movistar Pro Perú Estrella                              | QS 1 estrella                     | 2011 |
| 19°    | Hunter Ports Mujeres Clásico                                 | QS 6 estrellas                    | 2012 |
| 19°    | Cabreiroa Pantin Classic Pro                                 | QS 6 estrellas                    | 2012 |
| 3°     | Rip Curl Girls Pro Punta Rocas Perú                          | QS 3 estrellas                    | 2013 |
| 19°    | Hurley Australian Open                                       | QS 6 estrellas                    | 2014 |
| 5°     | Rip Curl Pro San Bartolo para mujer                          | QS 4 estrellas                    | 2014 |
| 2°     | ISA 50TH WORLD SURFING GAMES EN PUNTA ROCAS                  | International Surfing Association | 2014 |
| 17°    | Hurley Australian Open                                       | QS 6 estrellas                    | 2015 |
| 9°     | Maui and Sons Pichilemu Women's Pro                          | QS 1500                           | 2015 |
| 9°     | Aussie Bodies Mujeres Pro                                    | QS 6000                           | 2016 |
| 2°     | Los Cabos Abierto de Surf                                    | QS 6000                           | 2016 |
| 9°     | Paul Mitchell Supergirl Pro                                  | QS 6000                           | 2016 |
| 1°     | Rip Curl Pro Argentina                                       | QS 1000                           | 2017 |
| 5°     | Los Cabos Abierto de Surf                                    | QS 6000                           | 2017 |
| 5°     | Pull&Bear Pantin Classic Galicia Pro                         | QS 6000                           | 2017 |
| 1°     | Copa Triatlón Reef Pro                                       | QS 1000                           | 2018 |
| 1°     | Rip Curl Pro Argentina                                       | QS 1000                           | 2018 |
| 2°     | Volkswagen SA Abierto de Surf pres by Hurley                 | QS 3000                           | 2018 |
| 2°     | Juegos Panamericanos Lima 2019                               | Panamericanos                     | 2019 |
| 19°    | Juegos Olímpicos Tokio 2020                                  | Juegos Olímpicos                  | 2021 |
| 1°     | Surf City el Salvador 2021                                   | Alas Pro Tour                     | 2021 |
| 3°     | Corona Montañita Open presentado por Hyundai New Tucson 2022 | QS 1000                           | 2021 |
| 17°    | US Open de Surf Huntington Beach presentado por Shiseido     | Challenger Series                 | 2021 |
| 49°    | MEO Vissla Pro Ericeira                                      | Challenger Series                 | 2021 |
| 25°    | ROXY Pro Francia                                             | Challenger Series                 | 2021 |
| 1°     | Galápagos Sails of change                                    | WQS                               | 2023 |

## Reconocimientos
- 2011, Reconocimiento por el presidente de la FES (Federación Ecuatoriana de Surf) por haber sido campeona del Tour Latinoamericano ALAS.
- 2018, Campeona Sudamericana de la World Surf League (WSL).